# Eucalyptus atrata
Eucalyptus atrata (лат.) — небольшое дерево, вид рода Эвкалипт (Eucalyptus) семейства Миртовые (Myrtaceae), произрастающее в Квинсленде в Австралии. У растения твёрдая чёрная «железная кора» на стволе и всех ветвях, кроме самых тонких, зрелые листья ланцетной формы, бутоны, обычно расположенные группами по семь, цветы белые и плоды от чашевидной до полусферической формы. У этого вида эвкалипта характерный сине-серый мучнистый налёт на листьях и цветочных бутонах.

## Ботаническое описание
Eucalyptus atrata — небольшое дерево с твёрдой чёрной «железной корой», которое обычно вырастает до высоты 10-15 м и образует лигнотубер. Только самые тонкие ветки имеют гладкую кору кремового или коричневого цвета. Листья и цветочные почки покрыты голубовато-серым мучнистым налетом. Молодые растения и порослевые отростки имеют широкие листья от копьевидных до яйцевидных до 70 мм в длину и 45 мм в ширину на толстом черешке до 12 мм в длину. Зрелые листья имеют одинаковый вид с обеих сторон, ланцетовидные, 80-130 мм в длину, 12-30 мм в ширину, черешок до 35 мм в длину. Цветочные бутоны обычно располагаются группами по семь в пазухах листьев или на концах ветвей. Группы находятся на неразветвлённом цветоносе длиной 4-10 мм, отдельные цветки на угловатом цветоножке длиной 3-7 мм. Зрелые почки имеют овальную форму, 5-7 мм в длину, 3-4 мм в ширину с полусферической или конусовидной калиптрой, немного короче цветочной чашечки. Цветёт с декабря по февраль, цветки белые. Плод — древесная коробочка от чашевидной до полусферической формы длиной 4-8 мм, шириной 5-8 мм на плодоножке длиной 2-7 мм.

## Таксономия
Вид Eucalyptus atrata был впервые официально описан в 1991 году Лоренсом Джонсоном и Кеном Хиллом из экземпляра, собранного Дональдом Блэкселлом недалеко от Ирвинбэнка. Видовой эпитет — от латинского слова, означающего «облачённый в чёрное», относящееся к тёмной коре.

## Распространение и местообитание
Эндемик юго-восточной Австралии. Растёт в травянистых лесистых местностях и лесах в разбросанных местах на плато Атертон и рядом с ним в Квинсленде, особенно в районе, ограниченном Хербертоном, Ирвинбэнком и Марибой.

## Охранный статус
E. atrata классифицируются классифицируется как «не находящийся под угрозой исчезновения» в соответствии с Законом правительства Квинсленда об охране природы 1992 года. Международный союз охраны природы классифицирует природоохранный статус вида как «вызывающий наименьшие опасения».